# Кальтенбруннер, Эрнст
Эрнст Ка́льтенбруннер (нем. Ernst Kaltenbrunner; 4 октября 1903, Рид, Австро-Венгрия — 16 октября 1946, Нюрнберг, Германия) — немецкий государственный деятель, начальник Главного управления имперской безопасности СС и статс-секретарь имперского министерства внутренних дел Германии (1943—1945), обергруппенфюрер СС и генерал полиции (1943), генерал войск СС (1944). Один из главных организаторов Холокоста.
По происхождению австриец. Член НСДАП с 1930 года, в межвоенный период — один из руководителей СС в Австрии и организаторов аншлюса. С 1938 года высший руководитель полиции и СС в Австрии. Занял пост руководителя Главного управления имперской безопасности (РСХА) в январе 1943 года после гибели Р. Гейдриха.
Президент Интерпола (1943—1945).
На Нюрнбергском процессе, где Кальтенбруннер был самым высокопоставленным обвиняемым из членов СС, в октябре 1946 года был приговорён к казни через повешение за военные преступления и преступления против человечности.

## Биография
Предки Кальтенбруннера со стороны отца были кузнецами из Михельдорфа, Верхняя Австрия. Прадед, Карл-Адам Кальтенбруннер, был чиновником в аудиторской палате и поэтом. Дед, Карл Кальтенбруннер, был адвокатом в Грискирхене и более двадцати лет занимал пост бургомистра Эфердинга.
Эрнст Кальтенбруннер родился в семье адвоката Гуго Кальтенбруннера. Воспитывался в атмосфере немецкого национализма. Учился в университете Граца, сначала на химическом факультете, затем на юридическом. В 1926 году получил степень доктора юриспруденции. Занимался юридической практикой в Зальцбурге и Линце, где у него был свой адвокатский кабинет.

### Карьера в СС
Вступил в австрийскую НСДАП в октябре 1930 (билет № 300 179), в СС — в августе 1931 года (билет № 13039). С 1929 года работал в партии юрисконсультом, в 1931 году назначен окружным докладчиком (нем. Bezirksredner) по отделению НСДАП в Верхней Австрии. В 1932 году Кальтенбруннер перешёл на должность юрисконсульта в VIII абшнит СС, а в 1933 году возглавил отделение Национал-социалистической лиги юристов в городе Линц.
По подозрению в подготовке мятежа против режима Дольфуса в январе 1934 года Кальтенбруннер был заключён в концлагерь Кайзерштайнбрух, где организовал голодовку в поддержку заключённых сопартийцев. Находился под стражей в январе-апреле 1934 года. Участвовал в путче 1934 года, во время которого канцлер Дольфус был убит. В мае 1935 года Кальтенбруннер был вновь арестован, теперь уже по подозрению в государственной измене. Однако он был приговорён только к шести месяцам тюремного заключения за подготовку мятежа и к запрету на юридическую практику. Впоследствии за эти аресты был награждён партийной наградой НСДАП — «Орденом Крови».
В 1935 году Кальтенбруннер принял руководство VIII абшнитом СС в Линце. В этом качестве он был фактическим руководителем СС в Австрии, в то время запрещённого. Поддерживая контакт с руководством СС в Германии, неоднократно посещал Баварию, где получал деньги и инструкции. В этот период времени Кальтенбруннер познакомился с Гиммлером и Гейдрихом. В 1937 году вновь арестован австрийскими властями по подозрению в руководстве ячейкой запрещённой НСДАП в Верхней Австрии. Вышел на свободу в сентябре 1937 года.

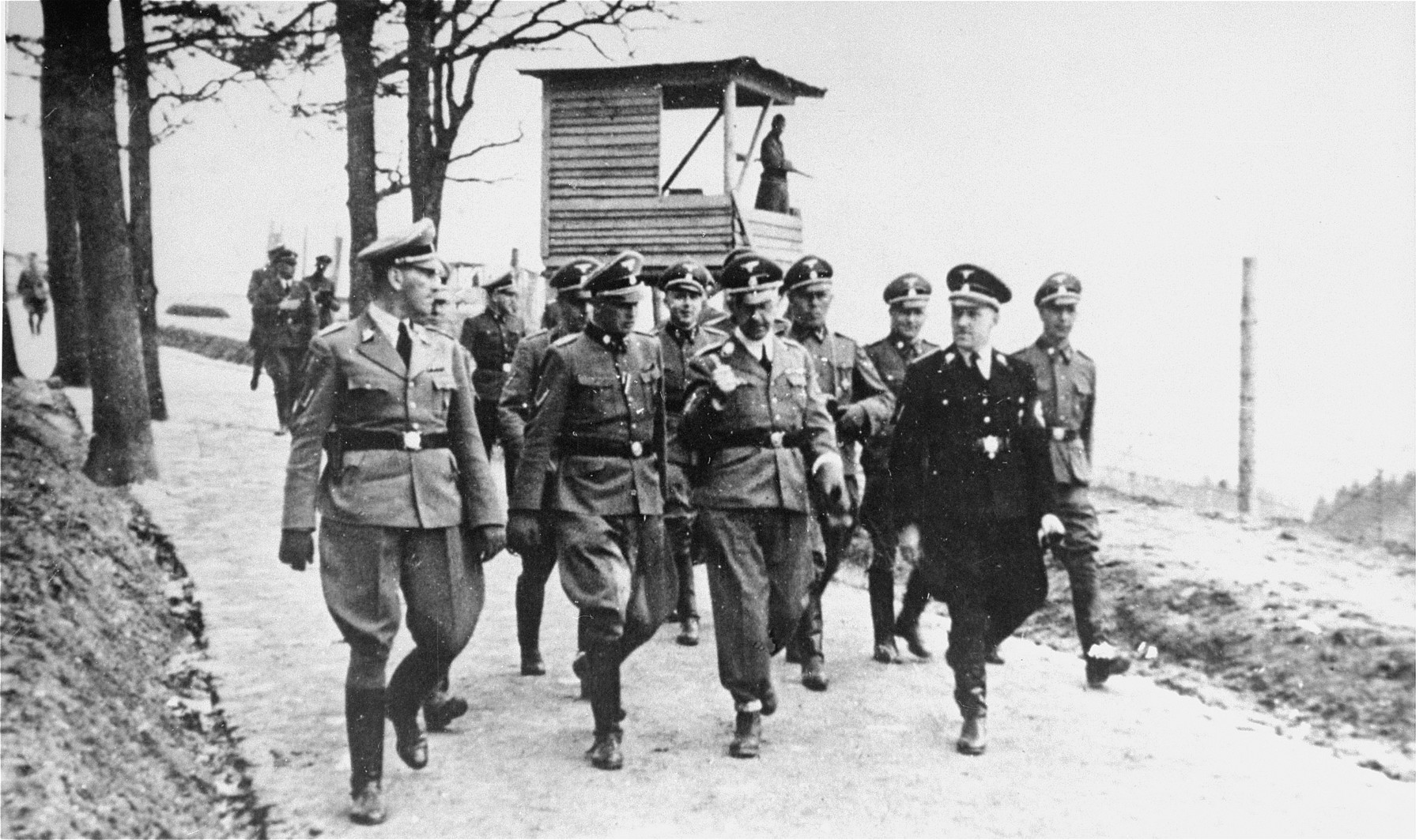
Кальтенбруннер, Гиммлер, Айгрубер, Цирайс инспектируют концентрационный лагерь Маутхаузен, апрель 1941 года

В марте 1938 года Кальтенбруннер, выполняя приказы Геринга, стал одним из организаторов аншлюса. В новом правительстве Зейсс-Инкварта занял пост государственного секретаря по национальной безопасности. Продолжая фактически руководить австрийскими СС, Кальтенбруннер по указанию Гиммлера осуществлял руководство процессом гляйхшальтунга в Австрии. Вскоре он получил официальное назначение на данный пост: с 1938 года Кальтенбруннер — высший руководитель СС и полиции на Дунае (в этом качестве ему подчинялась большая часть подразделений СС и полиции в Австрии), а также командир оберабшнита СС «Донау». В сентябре 1938 года произведён в группенфюреры, а в апреле того же года — избран в рейхстаг. Под контролем Кальтенбруннера был сооружён первый нацистский концлагерь в Австрии — Маутхаузен. С июня 1940 года — полицай-президент Вены, оставил пост в 1941 году. В июле 1940 года зачислен в резерв Ваффен-СС в звании унтерштурмфюрера.

### Во главе РСХА
30 января 1943 года сменил убитого 4 июня 1942 года в Праге Рейнхарда Гейдриха на посту начальника РСХА (в период с июня 1942 года по 30 января 1943 года этот пост занимал Генрих Гиммлер). В этом качестве Кальтенбруннеру подчинялись полиция безопасности в составе гестапо и крипо, а также СД. В качестве шефа РСХА Кальтенбруннер возглавил и Международную комиссию уголовной полиции (ныне Интерпол). В период руководства Кальтенбруннера кадровые и экономические полномочия РСХА были переданы в Главное административно-хозяйственное управление СС по инициативе Гиммлера.
На момент своего назначения Кальтенбруннер был малоизвестен, в связи с чем оно было неожиданным для РСХА. На данный пост Гиммлером рассматривалась также кандидатура Вильгельма Штуккарта, однако предпочтение было отдано именно Кальтенбруннеру как не имевшему достаточной властной базы и поэтому потенциально более зависимому от Гиммлера. В пользу Кальтенбруннера говорили и его успехи в строительстве разведывательной сети в Австрии. С июня 1943 года — обергруппенфюрер СС и генерал полиции.
Именно в период руководства РСХА Кальтенбруннером массовое уничтожение евреев окончательно оформилось в организационном плане и ускорилось. Как показал штурмбаннфюрер СС Ханс-Георг Майер, ещё в декабре 1940 года Кальтенбруннер вместе с Гиммлером и Геббельсом присутствовали на встрече с Гитлером, где обсуждалась необходимость уничтожения в газовых камерах евреев, не способных к тяжёлому физическому труду. Кальтенбруннер регулярно получал доклады о состоянии дел в концлагерях.
В июле 1943 года шеф РСХА направил в министерство юстиции предложение о введении обязательной кастрации для гомосексуалов, однако поддержки не получил. При Кальтенбруннере РСХА перешли полномочия по пересмотру дел солдат, которые были осуждены за гомосексуальное поведение; в итоге было пересмотрено около 6000 дел.

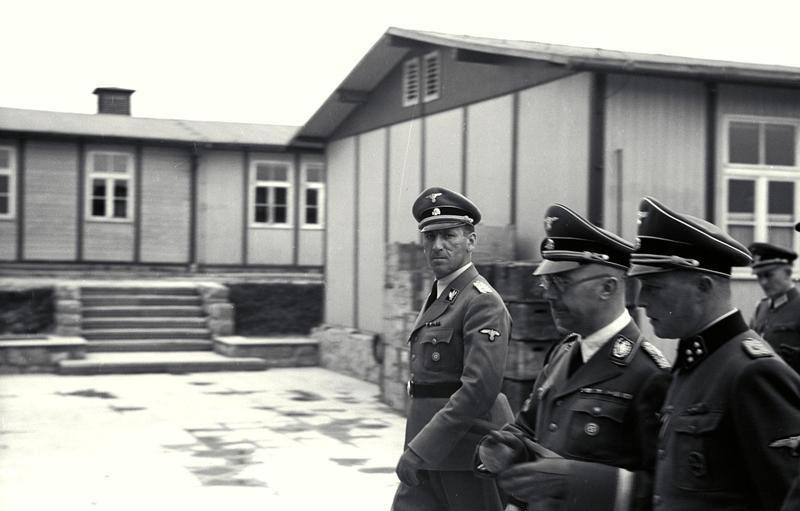
Кальтенбруннер, Гиммлер, Цирайс в Маутхаузене, 1941 год

Летом 1943 года Кальтенбруннер во второй раз посетил концлагерь Маутхаузен, где в его присутствии были продемонстрированы способы казни заключённых — расстрел, повешение, отравление газом. Сам обергруппенфюрер осмотрел также карьеры и крематорий лагеря. В октябре 1943 года лично отдал приказ начальнику СС и полиции в оккупированном Риме Капплеру отправить местных евреев в Освенцим. Кальтенбруннер осуществлял руководство операцией «Длинный прыжок».
В 1944 году Кальтенбруннер присутствовал в Зальцбурге на переговорах Гитлера с диктатором Венгрии адмиралом Хорти по вопросу более тесного сотрудничества Германии и Венгрии. После переговоров вместе с Хорти и своим сотрудником Эйхманом выехал в Венгрию с целью «решения еврейского вопроса», где Эйхман возглавил зондеркоманду.
После провала заговора 20 июля 1944 года и неудачного покушения на Гитлера Кальтенбруннер был вызван в ставку фюрера «Вольфшанце», где возглавил расследование, несмотря на то, что армия (чьи офицеры возглавили путч) не была под юрисдикцией РСХА. По итогам расследования были казнены около 5000 человек. В октябре 1944 года, ознакомившись с докладом СД о падении боевого духа в Вермахте, Кальтенбруннер предложил Гиммлеру привлекать РСХА к участию в военных трибуналах, однако Гиммлер отверг это предложение, считая вмешательство в дела вооружённых сил недальновидным. 6 февраля 1945 года издал приказ полиции, разрешающий полицейским по своему усмотрению стрелять в тех, кто не подчиняется их указаниям. С декабря 1944 года Кальтенбруннер — генерал войск СС. В ноябре 1944 года был награждён Золотым рыцарским крестом «За военные заслуги» с мечами, получил также золотой партийный знак НСДАП.

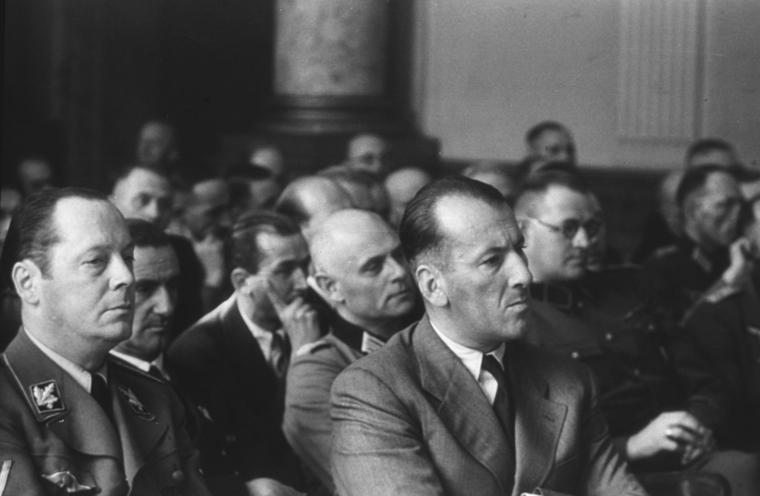
Кальтенбруннер на заседании Народной судебной палаты по делу заговорщиков 20 июля

12 марта 1945 в Форальберге Кальтенбруннер встречался с президентом Международного комитета Красного Креста К. Я. Буркхардтом. Когда Гиммлер сообщил Кальтенбруннеру о том, что обергруппенфюрер СС Карл Вольф по заданию Гитлера ведёт переговоры о капитуляции немецких сил в Италии с целью стравить союзников, Кальтенбруннер не поверил словам Вольфа и со ссылкой на информатора заявил о том, что переговоры имеют реальный характер. После этого Гиммлер вызвал Вольфа и повторил обвинения, в ответ на что Вольф предложил Гиммлеру лично доложить Гитлеру. Гиммлер не сделал этого, миссия Вольфа продолжилась.
С апреля 1945 года Кальтенбруннер — командующий немецкими войсками в Южной Европе (назначен приказом Гиммлера). В этом качестве пытался создать условия для деятельности послевоенного нацистского сопротивления, однако ничего существенного предпринять не успел. 20 апреля 1945 года Кальтенбруннер присутствовал в Берлине в бункере фюрера при награждении Гитлером отличившихся бойцов гитлерюгенда. В тот же день шеф РСХА покинул столицу.

### Арест. Нюрнбергский процесс

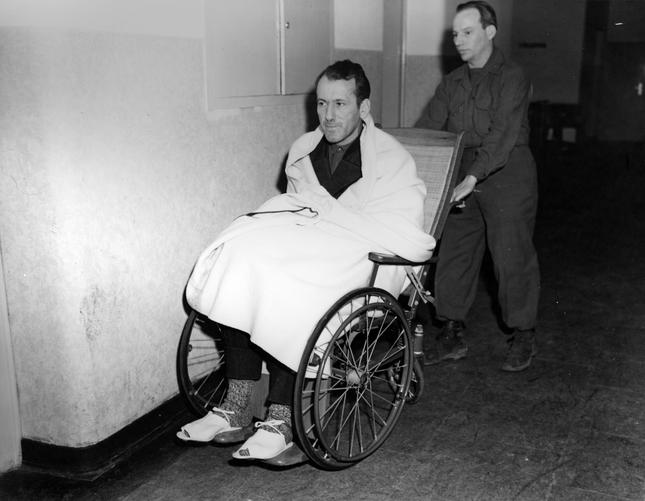
Кальтенбруннер в суде, осень 1946 года

12 мая 1945 года Кальтенбруннер был арестован поисковым отрядом американской 80-й пехотной дивизии в отдалённой хижине в горном районе близ австрийского городка Альтаусзе. Вместе с Кальтенбруннером, который представился врачом, находились его адъютант Артур Шайдлер и двое телохранителей из СС. Сопротивления при аресте они не оказали. О местонахождении Кальтенбруннера показал заместитель бургомистра Альтаусзе Йохан Брандауэр. По прибытии в город Кальтенбруннер, у которого при себе имелись фальшивые документы на иное имя, был опознан своей любовницей графиней Гизелой фон Вестарп и женой своего адъютанта Шайдлера. Перед арестом Кальтенбруннер выбросил свою личную печать с указанием должности в озеро, где в 2001 году она была обнаружена туристом.
На Нюрнбергском процессе Кальтенбруннеру было предъявлено обвинение в преступлениях против мира и человечности, военных преступлениях.
Через некоторое время после прибытия в Нюрнберг перенёс субарахноидальное кровоизлияние , в результате чего в начале работы трибунала на заседаниях отсутствовал, некоторое время передвигался в инвалидном кресле. Ходатайство защиты об освобождении по состоянию здоровья было отклонено судом.
Обвинений, предъявленных ему, Кальтенбруннер не признал, заявив, что на подписанных им в качестве главы РСХА документах стоит факсимиле, которым без его ведома пользовались адъютанты и шеф гестапо Генрих Мюллер. Как показал Кальтенбруннер, его должность существовала только номинально, реально он занимался только вопросами разведки и контрразведки. В совершении преступлений бывший руководитель РСХА обвинил своего непосредственного начальника Гиммлера. Кальтенбруннер утверждал, что до 1943 года ничего не знал о Холокосте, впервые слышит о приказе о комиссарах и никогда не посещал концлагерь Маутхаузен, хотя его визиты были задокументированы. Кальтенбруннер также заявил, что высказывал протест против жестокого обращения с евреями Гитлеру и Гиммлеру, и даже назвал себя человеком, остановившим Холокост.
30 сентября 1946 года был признан виновным по всем пунктам обвинения, кроме совершения преступлений против мира — в силу специфики своей должностной деятельности. 1 октября трибунал приговорил Кальтенбруннера к смертной казни через повешение.

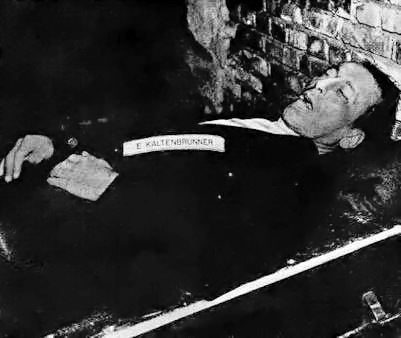
Тело Кальтенбруннера после казни, 16 октября 1946 года

Казнён 16 октября 1946 года в 1:15 ночи в Нюрнберге. Перед тем, как ему набросили на голову капюшон, Кальтенбруннер произнёс: «Glück auf, Deutschland!» («Счастливо выбраться, Германия!»).

## Личная жизнь. Взгляды
14 января 1934 года женился на члене НСДАП из Линца Элизабет Эдер. В браке родилось трое детей. В 1945 году любовница Кальтенбруннера графиня Гизела фон Вестарп родила ему близнецов Урсулу и Вольфганга. Все дети Кальтенбруннера пережили войну.
Был ростом 1,94 метра, имел шрамы на лице, полученные на дуэлях в университетские годы (по иным данным, получил их в автомобильной аварии). Отличался вспыльчивым темпераментом. Поддерживал дружеские отношения с Отто Скорцени, которого рекомендовал Гитлеру для проведения специальных операций. Со школьных лет дружил со своим будущим сотрудником Адольфом Эйхманом.
Убеждённый антисемит. До конца жизни сохранял личную преданность Гитлеру.

## Награды
- Шеврон старого бойца
- Медаль «В память 13 марта 1938 года»
- Медаль «В память 1 октября 1938 года» со шпангой «Пражский замок»
- Золотой партийный знак НСДАП (30.01.1939)
- Орден крови (06.05.1942)
- Немецкий крест в серебре (22.10.1943)
- Крест военных заслуг 1-го класса с мечами (30.01.1943)
- Крест военных заслуг 2-го класса с мечами
- Рыцарский крест Креста военных заслуг (15.11.1944)
- Золотой Рыцарский крест Военных заслуг
- Медаль За выслугу лет в НСДАП в бронзе и серебре
- Медаль за выслугу лет в СС
- Кольцо «Мёртвая голова»
- Почётная сабля рейхсфюрера СС

## Эрнст Кальтенбруннер в искусстве

### Кинематограф
- 1950 — Секретная миссия — Марк Перцовский
- 1971 — Нюрнбергский эпилог / Nirnberski epilog — Бранко Плеша (Югославия)
- 1971 — Нюрнбергский эпилог / Epilog norymberski — Рышард Петруский (Польша)
- 1972 — Веронская трагедия / La tragédie de Vérone — Ален Ноби[фр.] (Франция)
- 1972 — Семнадцать мгновений весны — Михаил Жарковский
- 1976 — Жизнь и смерть Фердинанда Люса — Михаил Жарковский
- 1978 — Холокост / Holocaust — Ханс Майер[нем.] (США)
- 1982 — Внутри Третьего Рейха / Inside the Third Reich — Ханс Майер (США)
- 1984 — Возвращение живых мертвецов — персонаж фильма Эрни Кальтенбруннер (Дон Калфа[англ.]), управляющий крематорием, по сюжету является сбежавшим нацистским преступником
- 2000 — Нюрнберг — Кристофер Хейердал
- 2009 — Приказано уничтожить! Операция: «Китайская шкатулка» — Александр Тараньжин
- 2009 — 2011 — «Поединки», фильм 4 — Карел Добры
- 2011 — «Контригра» — Сергей Агафонов
- 2011—2015 — Опасность 5 / Danger 5 — Шон Микаллеф[англ.] (сериал, Австралия)
- 2023 — Нюрнберг — Михаэль Эпп